# (1471) Tornio
(1471) Tornio ist ein Asteroid des Hauptgürtels, der am 16. September 1938 von dem finnischen Astronomen Yrjö Väisälä in Turku entdeckt wurde. 
Der Asteroid wurde nach der finnischen Stadt Tornio benannt.